# Лужицкое национальное собрание
Лужицкое национальное собрание (в.-луж. Serbska ludowa zhromadźizna, н.-луж. Serbska ludowa zgromaźina, нем. Sorbischen Volksversammlung) — лужицкая общественно-политическая организация, действовавшая в поздний период существования ГДР.

## История
11 ноября 1989 года собралась группа лужицких общественных деятелей, которая решила создать общественно-политическую организацию, которая выражала бы интересы лужичан в эпоху политического реформирования общественной жизни в ГДР. На этом собрании было принято решение именовать эту организацию как «Ассамблея лужицкого народа». В середине 1991 года Ассамблея лужицкого народа стала заниматься общественной деятельностью. Позднее Ассамблея лужицкого народа была переименована в Лужицкое национальное собрание. Организация декларировала себя как оппозиционную в отношении к действовавшей государственной власти ГДР. Лужицкое национальное собрание объявив, что оно не является конкурентом лужицкой культурно-общественной организации «Домовина», тем не менее, призывало реформировать деятельность «Домовины», которая во времена ГДР поддерживалось государственными структурами и руководство которой придерживалось социалистических взглядов. Другими требованиями Лужицкого национального собрания было изменение административных границ Лужицы.
Лужицкое национальное собрание создало Лужицкий круглый стол, который проводил регулярные собрания, на которых участвовали организации «Домовина», Общество святых Кирилла и Мефодия, представители редакции газеты «Nowa Doba». Первый Лужицкий круглый стол состоялся 19 декабря 1989 года. На лужицких круглых столах были выдвигались общие требования, касавшиеся общественной жизни лужицкого народа. В частности, были выдвинуты требования к властям ГДР создать автономный округ «Сербская Лужица». Выдвигались более радикальные требования о создании независимой Лужицы либо выходе из Саксонии с созданием автономной Лужицы в границах ГДР. Кроме этого, Лужицкие круглые столы требовали объявить верхнелужицкий и нижнелужицкий языки вторыми государственными языками ГДР.
3 января 1990 года Лужицкий круглый стол участвовал в качестве наблюдателя в работе Круглого стола ГДР.

## Источник
- Гугнин А. А., Введение в историю серболужицкой словесности и литературы от истоков до наших дней, Российская академия наук, Институт славяноведения и балканистики, научный центр славяно-германских отношений, М., 1997, стр. 157, ISBN 5-7576-0063-2
- Michael Richter, Die Bildung des Freistaates Sachsen, Friedliche Revolution, Föderalisierung, deutsche Einheit 1989/90, Band 1